# David Connolly
David Connolly (ur. 6 czerwca 1977 w Willesden) – irlandzki piłkarz pochodzenia angielskiego grający na pozycji napastnika.

## Kariera piłkarska
David Connolly urodził się w Anglii i tam też zaczynał piłkarską karierę. Początkowo grywał w kadrze juniorów Watford FC, a w roku 1999 przedostał się do seniorów. Rozegrał w nim bardzo dobre trzy sezony, bo na 34 rozegrane spotkania zdobył 15 bramek.
Gdy zostawał piłkarzem Feyenoordu jednocześnie zmienił obywatelstwo na irlandzkie, z którym podpisał swój pierwszy kontrakt 1 sierpnia 1997 roku. Międzyczasie, kiedy grał dla owej drużyny był na wypożyczeniu w Wolverhampton Wanderers FC, gdzie spędził dwa sezony. W pierwszym nie zagrał ani jednego spotkania, ale w drugim za to zyskał zaufanie trenera i był wystawiany w każdym meczu. Przed wygaśnięciem kontraktu władze Feyenoordu namawiały Davida na przedłużenie kontraktu, ale ostatecznie wypożyczono go do Excelsioru Rotterdam.
Od 2001 występuje wyłącznie na angielskich klubach. Pierwszym z nich był Wimbledon FC, który zapłacił kwotę 285 tysięcy funtów. Następnie występował w West Ham United FC, które zapłaciło za niego pół miliona funtów, a następnie w Leicester City FC oraz Wigan Athletic FC. Ten ostatni zarząd był zobowiązany zapłacić największą dotychchczas sumę za transfer o wysokości trzech milionów funtów.
Obecnie jest zawodnikiem Sunderland AFC, gdzie trafił na zasadzie wolnego transferu 31 sierpnia 2006. Będzie w nim grać do 2009 roku. Zadebiutował w meczu The Championship pomiędzy Derby County FC. Mecz został wygrany 2:1 przez Sunderland, a David zdobył promującą bramkę do gry w pierwszej jedenastce.
| Sezon     | Klub                       | Kraj     | Rozgrywki        | Mecze | Bramki |
| --------- | -------------------------- | -------- | ---------------- | ----- | ------ |
| 1994/1997 | Watford FC                 | Anglia   | The Championship | 34    | 15     |
| 1997/2001 | Feyenoord                  | Holandia | Eredivisie       | 25    | 7      |
| 1998/1999 | Wolverhampton Wanderers FC | Anglia   | The Championship | 40    | 6      |
| 1999/2001 | SBV Excelsior              | Holandia | Eerste divisie   | 48    | 42     |
| 2001/2003 | Wimbledon FC               | Anglia   | The Championship | 68    | 42     |
| 2003/2004 | West Ham United FC         | Anglia   | Premiership      | 48    | 14     |
| 2004/2005 | Leicester City FC          | Anglia   | The Championship | 54    | 17     |
| 2005/2006 | Wigan Athletic FC          | Anglia   | Premiership      | 22    | 3      |
| 2006/2007 | Sunderland AFC             | Anglia   | The Championship | 25    | 10     |
| 2007/2008 | Sunderland AFC             | Anglia   | Premiership      | 3     | 0      |

## Kariera reprezentacyjna
W reprezentacją Irlandii gra od 29 maja 1996, kiedy to zadebiutował w meczu przeciwko reprezentacji Portugalii. Mecz zakończył się porażką 0:1, a David wszedł na boisko za Keitha O’Neilla.
Grał na Mistrzostwach Świata organizowanych w Korei i Japonii, gdzie Irlandia została wyeliminowana w 1/8 finału. Dostał opaskę kapitana, kiedy karierę zakończył jego obecny trener, niegdyś przyjaciel z reprezentacji Roy Keane. Dotychczas rozegrał 41 spotkań i zdobył 9 bramek.